# Shame (Eurythmics)
Shame är en låt av den brittiska duon Eurythmics. Den släpptes i december 1987 som den andra singeln från albumet Savage. Singeln nådde plats 41 på UK Singles Chart.

## Låtlista
Vinylsingel
1. "Shame" (7" Version) – 3:46
2. "I've Got A Lover (Back In Japan)" (LP Version) – 4:33

Maxisingel
1. "Shame" (Dance Mix) – 5:44
2. "I've Got A Lover (Back In Japan)" (LP Version) – 4:33
3. "Shame" (LP Version) – 4:23

CD-singel
1. "Shame" (Dance Mix) – 5:44
2. "I've Got A Lover (Back In Japan)" (LP Version) – 4:33
3. "There Must Be An Angel (Playing With My Heart)" (Live Version) – 7:15